# Víctor Lobos
Víctor Jorge Lobos del Fierro (Concepción, 6 de julio de 1946) es un arquitecto y empresario chileno y decano de la Facultad de Arquitectura de la Universidad del Desarrollo (Concepción) desde 1991. Fue intendente de la Región del Biobío desde 2011 hasta 2014 durante la presidencia de Sebastián Piñera.
A pesar de no militar en ningún partido, se le considera cercano al partido derechista de la UDI.

## Primeros años de vida
Es egresado de arquitectura de la Universidad de Chile (1973) y posee un posgrado en construcción, planificación y diseño de viviendas de bajo costo (Róterdam-Holanda) y un Master en Planificación Urbano-Regional en la Universidad de Memphis (EE. UU.) (1988). Durante la década de 1980 ejecutó varios proyectos con The Pickering Firm Inc.

## Vida pública
Desde 1991 a la fecha se desempeña como decano de la Facultad de Arquitectura (de la cual es también fundador) de la Universidad del Desarrollo en Concepción.
El 14 de abril de 2011 fue designado Intendente de la Región del Biobío, reemplazando a la renunciada Jacqueline van Rysselberghe. Asumiéndo sus funciones el 18 de abril de 2011.

### Controversias
El 25 de agosto de 2011, Lobos atribuyó los hechos de violencia ocurridos durante la movilización estudiantil con la gran cantidad de hijos que nacen fuera del matrimonio. Según sus palabras:

«Hoy Chile es un país sin familia, y yo auguraba que eso iba a traer trastornos sociales para Chile, y efectivamente, de ahí lo más extremo es llegar al anarquismo. Un niño que no ha recibido nada, no ha recibido afecto, ni el cariño de un padre una madre ni la protección de ellos, se manifiesta en las calles con odio, con resentimiento; no tiene ningún valor que le permita manejarse en un mundo con cierta estabilidad, y eso es lo que estamos viendo.»
Víctor Lobos

Sus comentarios generaron polémica en las redes sociales y fueron rechazados por varios políticos, incluyendo a parlamentarios pertenecientes al oficialismo. La Senadora Lily Pérez (RN) incluso pidió su renuncia. Lobos, por su parte, señaló que fue malinterpretado, y se excusó. Tras esa explicación, el vocero de gobierno Andrés Chadwick dio por superada la polémica, argumentando que el comentario se produjo en el contexto de una "charla académica, desarrollando una hipótesis sociológica".